# Esti meccsek
Az Esti meccsek (eredeti cím: Sports Night) amerikai dramedy televíziós sorozat, amely 1998-tól 2000-ig futott az ABC csatornán. A sorozatot Aaron Sorkin készítette.
A TV Guide 2013-as "túl hamar eltörölt műsorok" listáján a tizedik helyet szerezte meg.
Magyarországon 2008. június 8-án mutatta be az AXN.

## Cselekmény
A műsor a fiktív Sports Night című televíziós sporthírműsor köré épül. Ez az ESPN SportsCenter című műsorának fiktív verziója. Műsorvezetői, Casey McCall (Peter Krause) és Dan Rydell (Josh Charles) Keith Olbermann és Dan Patrick megfelelői. McCall legtöbb történetét Craig Kilborn ihlette, aki a SportsCenter műsorvezetője volt az 1990-es években. A "Sports Night" stábja megpróbálja fenntartani a műsor színvonalát a csatorna nyomására, miközben olyan témák kerülnek terítékre, mint a barátság vagy az erkölcs.
Habár a műsor első évada sitcomnak számít, a sorozatot összességében a dramedy műfajába sorolják. Sorkin azt szerette volna, ha az Esti meccsek humora szárazabb és valósághűbb lenne, mint a többi vígjátéksorozaté. Gépi nevetés (laugh track) nélkül szerette volna készíteni a sorozatot, de az ABC emberei nyomására mégis felhasználta a gépi nevetést. Az első évad végére már halkabb lett a gépi nevetés hangja, a második évadra pedig teljesen elhagyták.
Az Esti meccsek nehezen találta meg a közönségét, így az ABC két évad után eltörölte. Habár a műsornak lehetősége volt arra, hogy más csatornákhoz kerüljön (pl. az HBO-hoz vagy a Showtime-hoz), Sorkin úgy döntött, hogy befejezi a sorozatot, hogy Az elnök embereire tudjon koncentrálni.
Az "Esti meccsek" több cselekménye, eleme és színészei átkerültek Sorkin további produkcióiba, Az elnök embereibe és A színfalak mögöttbe is.

## Szereplők
| Színész            | Szerep         | Magyar hang     |
| ------------------ | -------------- | --------------- |
| Josh Charles       | Dan Rydell     | Bolba Tamás     |
| Peter Krause       | Casey McCall   | Lux Ádám        |
| Felicity Huffman   | Dana Whitaker  | Spilák Klára    |
| Joshua Malina      | Jeremy Goodwin | Fekete Zoltán   |
| Sabrina Lloyd      | Natalie Hurley | Zsigmond Tamara |
| Robert Guillaume   | Isaac Jaffe    | Bácskai János   |
| Kayla Blake        | Kim            | Pap Katalin     |
| Timothy Davis-Reed | Chris          | Elek Ferenc     |
| Ted McGinley       | Gordon         | Bognár Zsolt    |